# 태자당
태자당(중국어 간체자: 太子党, 정체자: 太子黨 타이쯔당[*], 영어: The Princelings, Crown Prince Party)은 중국 공산당 혁명 원로의 자제와 친인척들로 구성된 정치 계파로 중국의 개혁개방을 이끈 부모의 후광을 제대로 받는 집단이다. 이들은 당.정.군.재계 고위층의 자녀들로 덩샤오핑의 자녀 및 사위를 비롯해 약 4000명이 핵심 요직에 포진해 있으며, 거의 대부분이 온건 개혁파이다.

## 태자당 구성원 목록

### 대표 인물
- 덩푸팡(鄧樸方) : 덩샤오핑의 큰 아들, ‘중국제일태자’로 불림
- 덩린(鄧林) : 덩샤오핑의 장녀
- 덩룽(鄧榕) : 덩샤오핑의 3녀
- 덩즈팡(鄧質方) : 덩샤오핑의 막내, 쓰팡(四方)공사를 운영

### 재계 인물
- 천위안(陳元) : 천윈(중국어 정체자: 陳雲)의 아들
- 양샤오밍(楊紹明) : 양상쿤(중국어 정체자: 楊尙昆) 전 국가주석의 아들
- 왕쥔(王軍) : 1993년 사망한 왕전(중국어 정체자: 王震) 전 국가부주석의 아들
- 저우베이팡(중국어 정체자: 周北方) : 저우관우(중국어 정체자: 周冠五) 전 수도철강공사 회장의 아들

### 정계 인물
- 시진핑(중국어 정체자: 習近平) : 최고지도자, 시중쉰(習仲勛·2002년 사망) 부총리의 아들
- 위정성(중국어 정체자: 兪正聲) : 상하이시 서기, 황징(중국어 정체자: 黃敬) 초대 텐진(중국어 정체자: 天津) 시장의 아들
- 보시라이(중국어 정체자: 簿熙來) : 충칭시 서기, 보이보(중국어 정체자: 簿一波)의 아들
- 장더장(중국어 정체자: 張德江) : 국무원 부총리
- 왕치산(중국어 정체자: 王岐山) : 국무원 부총리
- 리펑(중국어 정체자: 李鵬) : 저우언라이(중국어 정체자: 周恩來)의 양자, 총리 역임
- 예쉬엔핑(葉選平) : 중앙군사위원회 부주석을 지낸 예젠잉(중국어 정체자: 葉劍英)의 아들
- 우부허(烏布赫) : 국가부주석을 지낸 우란푸(중국어 정체자: 烏蘭夫)의 아들
- 장하오뤄(張晧若) : 전국인민대표대회 상무위원을 지낸 장중루(중국어 정체자: 張仲魯)의 아들

## 같이 보기
- 공청단
- 상하이방